# DeLisha Milton-Jones
DeLisha Milton-Jones (n. 11 septembrie 1974, Riceboro⁠(d), Georgia, SUA) este o baschetbalistă americană, medaliată olimpică. A participat la 2 ediții ale Jocurilor Olimpice (2000, 2008) în care a câștigat două medalii de aur.